# 9-Volt-Block

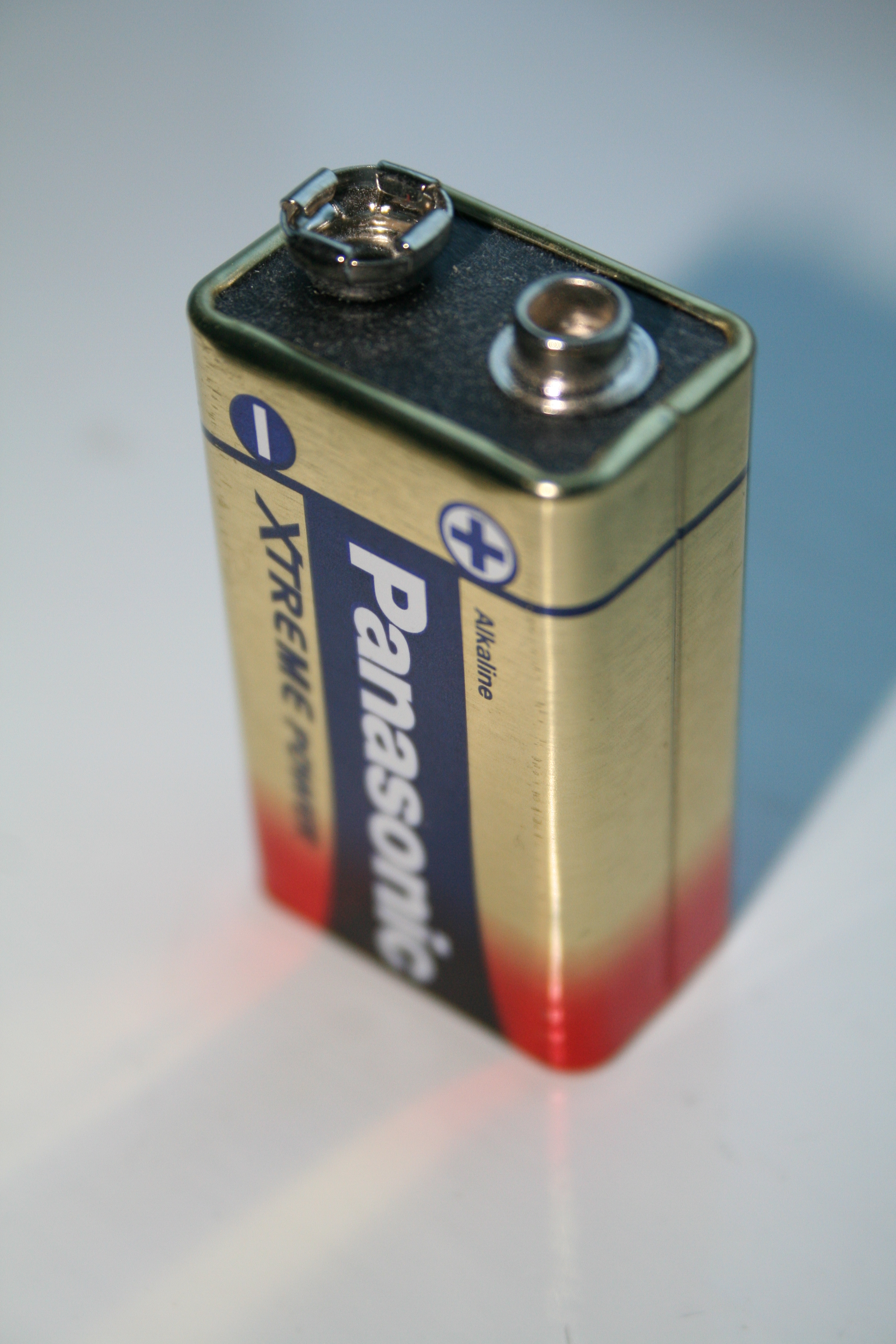
9-V-Block

9-Volt-Block ist die gängige Bezeichnung für eine genormte, weit verbreitete Baugröße einer Batterie. Es handelt sich um eine quaderförmige Batterie, die früher oft aus sechs übereinander gestapelten 1,5-Volt-Zellen bestand und eine Höhe von 48 mm, eine Breite von 26 mm und eine Tiefe von 17 mm besitzt (laut IEC-Norm). Daraus ergibt sich ein Volumen von etwa 21 cm³. Heutzutage sind je nach Batterietyp meist sechs bis sieben Rundzellen in einem Gehäuse gleicher Baugröße untergebracht.

## Bauformen und Zellentypen
| IEC                 | ANSI      | Bezeichnung                  | Abmessungen L × B × H (mm) | Masse (g) | Nennspannung                                                                                              | typ. Nennladung (mAh) | typ. Nennladung (mAh) | typ. Nennladung (mAh) |
| IEC                 | ANSI      | Bezeichnung                  | Abmessungen L × B × H (mm) | Masse (g) | Nennspannung                                                                                              | Zink-Kohle            | Alkali-Mangan         | Lithium-System        |
| ------------------- | --------- | ---------------------------- | -------------------------- | --------- | --- | --------------------- | --------------------- | --------------------- |
| 6LR61 / AM-6 (6F22) | 1604D PP3 | E-Block 9-V-Block            | 48,5 × 26,2 × 17           | 40 ± 6    | 9 V (6 × 1,5-V-Zellen in Reihe): 6LR61: 6 Rundzellen vom Typ LR61 6F22: 6 Flachzellen vom Typ F22 (6LF22) | 190…330               | 500…600               | 800…1200              |
| 6F100               | 603S PP9  | Mikrodyn-Batterie (vor 1964) | 75…80 × 64…66 × 55…52      | 370 ± 10  | 9 V | 4300                  |                       |                       |

Ein 9-V-Block aus Alkali-Mangan-Zellen kann unterschiedlich aufgebaut sein: entweder es finden sechs Rundzellen vom Typ LR61 oder sechs Flachzellen vom Typ F22 Anwendung. 
Die Lithiumsysteme sind verschieden in der Konfiguration und in der Kapazität sowie in der Nennspannung. Ein verträglicher Tausch ist nicht in allen Geräten möglich.

## Andere Bauformen

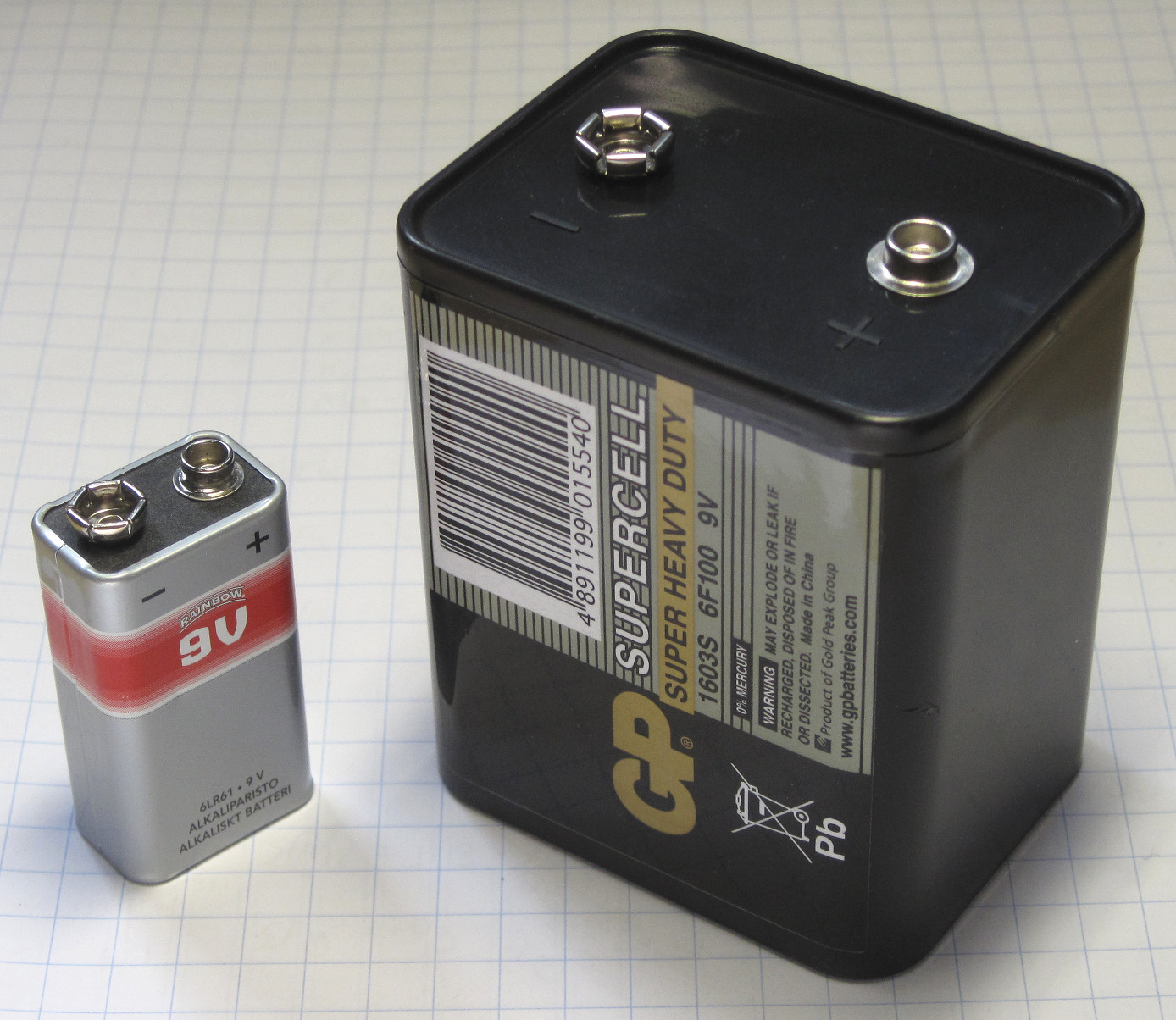
Vergleich 9-V-Block (PP3/PP9)

Es gibt die 9-Volt-Blockbatterien auch in „extra groß“. Eine Variante ist IEC 6F100 (ANSI 1603S PP9) mit 75–80 mm Höhe, 64–66 mm Breite, 50–52 mm Tiefe bei einem Gewicht von ca. 360–380 Gramm in Zink-Kohle-Technik mit ca. 4600 mAh. Verwendung findet sie u. a. in Weidezaungeräten, Baustellenbeleuchtungen, Alarmanlagen und Radios. Beispiele sind Varta V439 und Panasonic PP9RZ/B.

## Aufbau

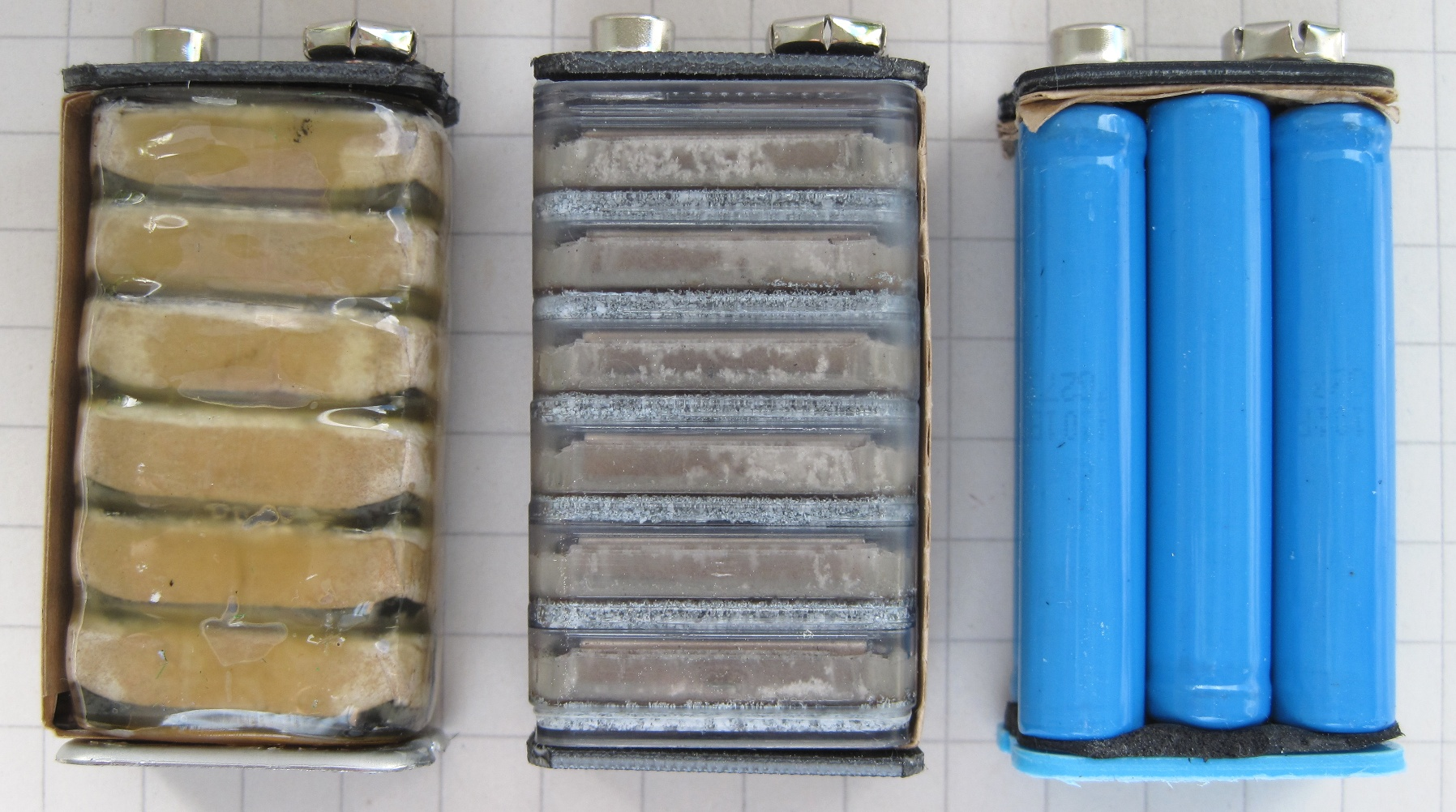
Geöffnete 9-V-Batterien mit sechs Flachzellen (6F22) bzw. sechs Rundzellen (6LR61)

Die quaderförmigen Außenabmessungen betragen 48,5 mm × 26,2 mm × 17 mm. Intern sind entweder sechs Rundzellen vom Typ LR61 (Mini-Zellen) oder sechs Flachzellen vom Typ F22 zu je 1,5 V elektrisch in Reihe geschaltet. Der elektrische Anschluss erfolgt über druckknopfförmige Kontakte an einer Stirnseite.

## Elektrochemische Systeme

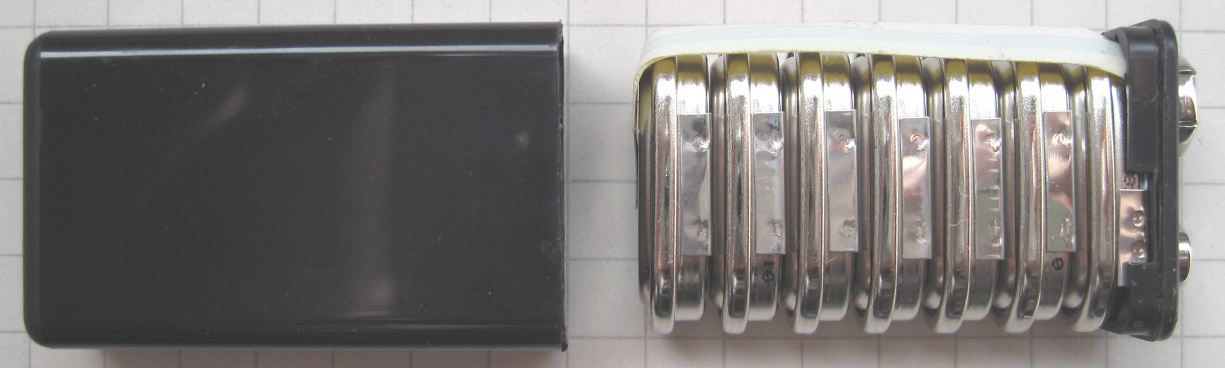
Wiederaufladbarer 9-V-Block mit sieben NiMH-Sekundärzellen

9-V-Blöcke werden mit verschiedenen elektrochemischen Systemen hergestellt, die sich in Leerlaufspannung, Kapazität und Belastbarkeit deutlich unterscheiden können.

### 9-Volt-Primärbatterie
Üblich sind 9-V-Blöcke als nicht wiederaufladbare Primärzellen mit sechs Zellen als Alkali-Mangan-Batterie, früher auch mit nicht auslaufsicheren sechs Zink-Kohle-Zellen. Weiterhin werden 9-V-Blöcke auf Basis der Lithium-Mangandioxid-Batterie Li-MnO2 mit drei Zellen zu 3,5 V (Leerlaufspannung 10,5 V) angeboten. Alternativ sind sie mit einer etwas höheren Leerlaufspannung von 11,1 V auch als Lithium-Thionylchlorid-Batterie Li-SOCl2 mit drei Zellen zu je 3,7 V erhältlich.

### 9-Volt-Akku
Wiederaufladbare Sekundärzellen (Akkumulatoren) sind meist als Nickel-Metallhydrid-Akkumulatoren mit sieben Zellen zu 1,2 V ausgeführt; die Leerlaufspannung beträgt 8,4 V. Es gibt aber auch Akkus mit acht Zellen und einer Leerlaufspannung von 9,6 V.
Auch Akkus mit Lithium-Ionen-Technologie sind verfügbar. Sie erzeugen über einen Aufwärtswandler aus den 3,7 V des Akkus konstante 9 V oder schalten zwei Zellen in Reihe, ohne die Ausgangsspannung zu stabilisieren. Das Aufladen erfolgt über eine am Akku befindliche Micro-USB-Buchse oder über ein externes herstellerspezifisches Ladegerät.

### Elektrische Ladung
Die elektrische Ladung der frischen oder frisch aufgeladenen Batterie wird umgangssprachlich Kapazität genannt. Diese Kapazität wird oft in mAh angegeben, was physikalisch keiner Energie, sondern einer Ladung entspricht. Die Energie einer Zelle wird korrekt in Wh angegeben. Bei der Angabe der enthaltenen Energie spielt immer der Entladestrom eine Rolle (und damit die Entladezeit und der Energieverlust am Innenwiderstand der Batterie). Die Peukert-Gleichung berücksichtigt u. a. den Einfluss des Entladestroms und der Zellenbauart. Bei einem Entladestrom von 20 mA liefern handelsübliche Alkali-Mangan-Zellen zwischen 3,9 und 4,5 Wh Energie.

## Anwendung
9-V-Blöcke werden vorwiegend in kleineren elektrischen Geräten verwendet, deren Mikroelektronik zwar eine höhere Spannung, jedoch eher nur geringe elektrische Leistung benötigt. Beispiele sind Messgeräte, Spielzeuge, Fernbedienungen, Transistorradios und Rauchmelder.